# Edward Felsenthal
Edward Felsenthal (Memphis, 3 de setembro de 1966) é um jornalista estadunidense. Atualmente, atua como editor-chefe da revista Time.

## Biografia
Em 2008, Felsenthal ajudou a co-fundar The Daily Beast, atuando como editor executivo. Ele iniciou sua carreira no The Wall Street Journal, onde foi o editor fundador do Personal Journal, que ganhou dois prêmios Pulitzer. Ele também cobria notícias relacionadas a Suprema Corte dos EUA.
Formado em Princeton, Felsenthal é natural de Memphis. Ele também obteve um doutorado em jurisprudência na Harvard Law School e um mestrado em direito e diplomacia na Fletcher School da Tufts.